# Cotta (Dresden)
Cotta is een stadsdeel in het westen van de Duitse stad Dresden, in de deelstaat Saksen. Cotta telde in 2012 10.895 inwoners.
De oudste schriftelijke vermelding van het dorp Cotta stamt uit het jaar 1328. In 1903 werd Cotta, samen met enkele omliggende plaatsen, geannexeerd door Dresden. In Cotta mondt de rivier de Weißeritz in de Elbe. Cotta wordt gekenmerkt door gebouwen uit de Gründerzeit; van de historische dorpskern staan nog slechts enkele huizen.

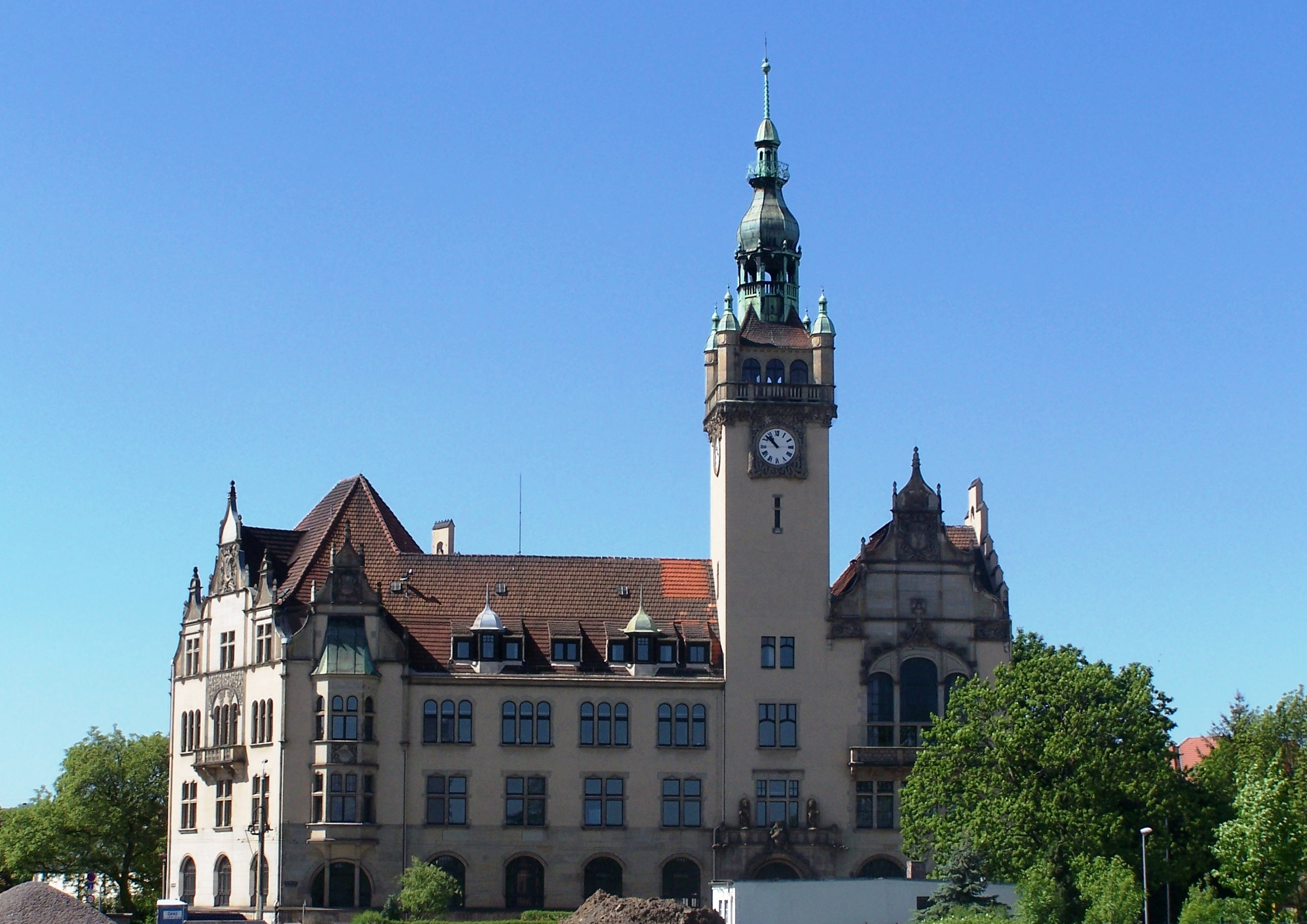
Raadhuis van Cotta